# Headlines (Friendship Never Ends)
Headlines (Friendship Never Ends) este singurul disc single al formației de origine britanică Spice Girls, inclus în albumul Greatest Hits.